# الویز
الویز (به فرانسوی: Alluyes) یک کمون در فرانسه است که در Canton of Bonneval واقع شده‌است.

## خصوصیات
الویز ۱۹٫۵۸ کیلومترمربع مساحت و ۷۰۲ نفر جمعیت دارد و ۱۲۹ متر بالاتر از سطح دریا واقع شده‌است.